# Захарьино (Кирилловский район)
Захарьино — деревня в Кирилловском районе Вологодской области.
Входит в состав Ферапонтовского сельского поселения, с точки зрения административно-территориального деления — в Ферапонтовский сельсовет.
Расстояние по автодороге до районного центра Кириллова — 29 км, до центра муниципального образования Ферапонтово — 7 км. Ближайшие населённые пункты — Мыс, Погорелка, Кнышево.
По переписи 2002 года население — 5 человек.